# Vorë
Vorë est une municipalité d'Albanie.
En 2011 elle comptait 10901 habitants, mais en 2015 elle intégra deux autres municipalités, ce qui porte aujourd'hui sa population à environ 25500 habitants.